# Aru machikado no monogatari
Story of a Street Corner (ある街角の物語, Aru machikado no monogatari) is een Japanse geanimeerde kortfilm uit 1962 van Osamu Tezuka. Het was de eerste productie van zijn animatiestudio, Mushi Production.

## Verhaal
Deze experimentele, dialoogloze film toont een aantal fantasievolle inwoners van een straathoek. Straataffiches discussiëren met elkaar en worden zelfs verliefd. Een klein meisje maakt kennis met de muis die op haar dak woont nadat ze haar pop in de dakgoot laat vallen. De straat wordt op stelten gezet wanneer er oorlog uitbreekt en militaire affiches worden opgehangen op de muur.

## Productie en ontvangst
De thema's van deze film zijn totalitarisme, oorlog en menselijkheid. Tezuka uit er ook zijn frustraties over de economische beperkingen die hij ondervindt bij het maken van zijn kunst; hij schreef het scenario voor de film, maar moest de uitwerking ervan overlaten aan Samamoto Yusaku en Eiichi Yamamoto.
Een aantal animatoren die werkten aan de film, groeide later uit tot grote namen in de animatiewereld, waaronder Rintaro en Gisaburo Sugii.
Story of a Street Corner kende een groot succes in Japan bij het uitbrengen in 1962. De film won de Ofuji Noburo Award.